# جان لاباک
لرد جان لاباک (انگلیسی: John Lubbock, 1st Baron Avebury; – ۲۸ مه ۱۹۱۳–۳۰ آوریل ۱۸۳۴) بانکدار، دانشمند همه‌چیزدان، و سیاست‌مدار عضو حزب لیبرال بریتانیا اهل پادشاهی متحد بریتانیای کبیر و ایرلند بود. لاباک خدمات شایانی به باستان‌شناسی، مردم‌نگاری، و گرایش‌هایی از زیست‌شناسی کرد. او در مباحث مربوط به نظریهٔ فرگشت فعال بود و در تبیین باستان‌شناسی به عنوان رشته‌ای علمی نقش مهمی داشت. لاباک همچنین کلمات Palaeolithic (پارینه‌سنگی) و Neolithic (دوران نوسنگی) را ابداع کرد و اولین قانون حفاظت از میراث باستان‌شناسی و معماری در بریتانیا را نوشت.
وی همچنین همکار انجمن سلطنتی بوده‌است.